# Fred Warden
Fred Warden (* 1912; † nach 1964) war ein deutscher Wirt und Unterhaltungskünstler.

## Leben
Fred Warden veröffentlichte mehrere Schallplatten mit Chansons und Herrenwitzen, die er zum Teil selbst bearbeitete. Sein Lokal, die Alte Brücke in Heidelberg, in dem er auftrat, war eine feste Größe im bundesdeutschen Kulturleben der 1960er Jahre. Sein Album Wie hätten Sie’s denn gern – Frechheiten, Chansons, Witze zum Herrenabend – Nur für Erwachsene erreichte 1964 Platz 28 der deutschen Charts. Das Album So Hat Man's Immer Wieder Gern wurde live in seinem Lokal „Alte Brücke“ aufgenommen und von Ludwig Sternberg produziert. 28. August 1965 trat er zusammen mit Caterina Valente, Ralf Bendix, Bill Ramsey und anderen in der Unterhaltungssendung Am Schaffe, schaffe, Häusle baue, die anlässlich der Deutschen Funkausstellung in Stuttgart produziert wurde, auf.
Wardens Vater war der ebenfalls als Kabarettist und Librettist tätige Bruno Hardt-Warden (1883–1954).

## Diskografie
- 1964: Wie hätten Sie's denn gern? Der erste Herrenabend mit Fred Warden.
- 1965: Wie hätten Sie's denn diesmal gern? Der zweite Herrenabend mit Fred Warden.
- 1965: Kennen Se den ...? [4 Einzel-EPs, Kompilationen]
- 1966: Wein, Weib und Fred Warden. Der dritte Herrenabend bei Fred.
- 1967: So hätten Sie's doch sicher gern... Der 4. Herrenabend mit Fred Warden.
- 1968: Kennen Sie den...? [Kompilation]
- 1969: So haben Sie's bestimmt noch lieber... Der 5. Herrenabend mit Fred Warden.
- 1969: Nun wird es aber langsam albern... Der 6. Herrenabend von, mit, bei Fred Warden.
- 1969: 2 Stunden Lachen. Witze und Chansons für den Herrenabend. Live-Aufnahme aus der Alten Brücke, Heidelberg. [Kompilation]
- 1969: Herren-Abend Herren-Witze. Live bei Fred. [Kompilation]
- 1971: Herren-Abend Herren-Witze 2. Live bei Fred. [Kompilation]
- 1974: "...nett, daß Sie gekommen sind!" Fred Warden live in Heidelberg.